# Vampus
Vampus fue una revista de cómics publicada en España desde 1971 por Ibero Mundial de Ediciones y a partir de 1974 (número 44) por Editorial Garbo, que incluía historietas de terror de varias revistas de la editorial estadounidense Warren Publishing como Creepy, Eerie y Vampirella.
Las historietas publicadas eran presentadas por un personaje siniestro, llamado El Tío Vampus, traslación del original estadounidense Uncle Creepy.
La colección incluyó 77 ejemplares y 4 extras hasta su desaparición en 1978. 

## Trayectoria
Al igual que Dossier Negro y Rufus, Vampus adoptó el formato y las características de una publicación «seria», para escapar de la censura ejercida por la Comisión de Publicaciones Infantiles y Juveniles, la cual pretendía controlar todo cómic susceptible de «caer en manos del niño», aunque especificase en su portada que se dirigía a un lector adulto.
Incluyó:
| Años    | Números | Título                       | Guionista  | Dibujante                | Tipo  |
| ------- | ------- | ---------------------------- | ---------- | ------------------------ | ----- |
| 1973    |         | La Momia                     |            | Santiago Martín Salvador | Serie |
| 1974    |         | La maldición del hombre lobo |            | Santiago Martín Salvador | Serie |
| 06/1976 | 58, 60  | Los demonios de Jedediah Pan | Bill DuBay | José Ortiz               | Serie |